# Louie Spears
Louie Butler 'Mbiko' Spears, Jr. (Oklahoma City, 9 maart 1935) is een Amerikaanse jazzbassist. Hij werd bekend als bassist in het kwintet van Billy Harper.
Spears speelde eind jaren 60 bij Eddie Harris, waarmee hij ook zijn eerste opnames maakte (Free Speech, 1969) en in 1970 op het Newport Jazz Festival speelde. In de jaren erna werkte hij met Bobby Hutcherson, John Carter, Kai Winding, Sathima Bea Benjamin, Horace Tapscott, Charles Owens en Dwight Dickerson. Vanaf 1979 was hij lid van het kwintet van Billy Harper, hij toerde hiermee in Europa. Hij is te horen op Harper's albums The Awakening (1979), Live On Tour In The Far East, Vol. 2 (1991), Somalia (1993) en Blueprints of Jazz, Vol. 2 (2006). In de jaren 80 en 90 speelde hij met Curtis Peagler, Mat Marucci, Roger Hamilton Spotts, Buster Cooper en Hugh Brodie. In de jazz speelde hij tussen 1969 en 2008 mee op 38 opnamesessies.